# Küpçalqışlaq
Küpçalqışlaq è un comune dell'Azerbaigian situato nel distretto di Quba. Conta una popolazione di 352 abitanti.